# Transener
Transener S.A. es una empresa concesionaria de servicio público de transporte de energía eléctrica de alta tensión de la República Argentina, que opera y mantiene en forma directa el 85% de la red de alta tensión y supervisa el 15% restante de todo el territorio nacional argentino. Fue constituida el 31 de mayo de 1993 dentro del proceso de privatización de las empresas de servicios públicos regido por las leyes 23.696 y 24.065, a partir de activos afectados a los servicios de transmisión de energía eléctrica de las empresas estatales Hidronor, Agua y Energía y Segba.
A través de sus líneas, transporta más del 65% de la energía eléctrica generada en el país. Está integrada por más de 12 mil kilómetros de líneas de transmisión, en adición a otros 6 mil kilómetros de líneas que componen la red operada por la Empresa de Transporte de Energía Eléctrica por Distribución Troncal de la Provincia de Buenos Aires Sociedad Anónima (TransBA S.A.), que es controlada por Transener. El sistema de líneas de alta tensión para transportar la electricidad se encuentra privatizado desde la década de 1990 y es gestionado por la empresa Transener, controlada por Pampa Energía, cuyo CEO es Marcelo Mindlin, considerado "uno de los dueños de la energía de la Argentina".
Transener es controlada por Citelec S.A., que posee el 52,65% de sus acciones, que a su vez es co-controlada por Pampa Energía S.A. (presidida por el empresario argentino Marcelo Mindlin) y la empresa estatal ENARSA, ambos con el 50% de las acciones de Citelec. El 19,57% restante de las acciones está en manos del Anses y el resto flota libremente en el mercado (Transener cotiza en la Bolsa de Comercio de Buenos Aires).

## Historia

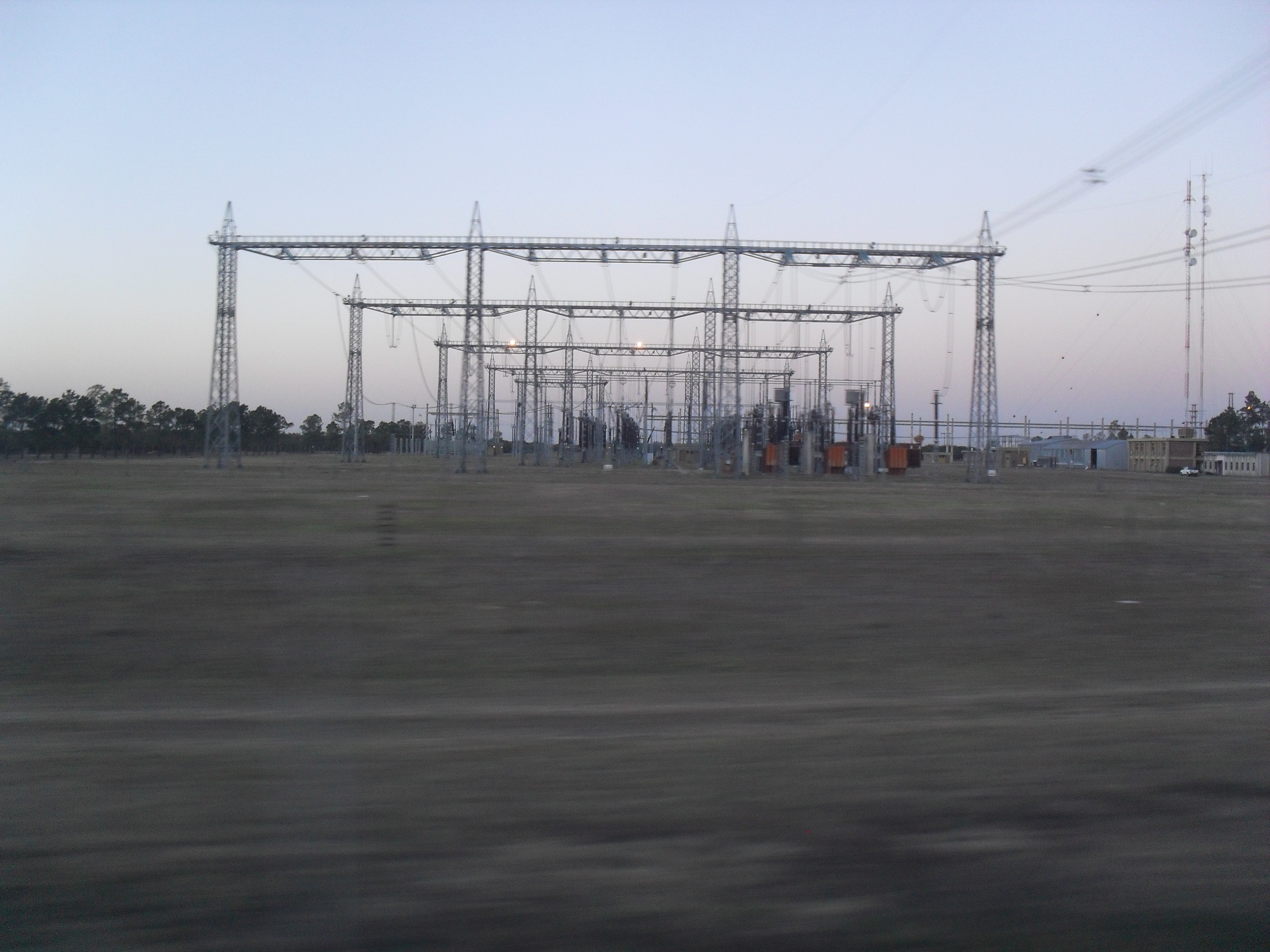
Planta distribuidora en Montecristo (Córdoba).

### Década de 1990
Con la privatización de los servicios públicos, el 1 de mayo de 1993 se constituyó la Compañía de Transporte de Energía Eléctrica en Alta Tensión Transener S.A., una empresa destinada a la operación y mantenimiento del Sistema de Transporte en alta tensión formado por las instalaciones de transmisión de energía eléctrica de las empresas Hidroeléctrica Norpatagónica Sociedad Anónima (HIDRONOR S.A.), Agua y Energía Eléctrica Sociedad del Estado (AyEE S.A.) y Servicios Eléctricos del Gran Buenos Aires Sociedad Anónima (SEGBA S.A.). Las acciones de control fueron adjudicadas a la Compañía Inversora en Transmisión Eléctrica CITELEC S.A., otorgándole la concesión en forma exclusiva y monopólica para la prestación del servicio público de transporte de energía eléctrica en alta tensión por el término de 95 años. El modelo de contrato de concesión fue aprobado por Decreto 2743

### Década del 2000
El 7 de enero de 2002 se sancionó la Ley 25.561, declarando la Emergencia Pública y la Reforma del Régimen Cambiario En 2004 Pampa Energía S.A. adquiere el 50% de CITELEC S.A., y con ello el 26,3% indirecto de Transener y el co-control, a la compañía National Grid de Gran Bretaña.
En 2007, la empresa estatal Enarsa y la empresa cordobesa Electroingeniería, adquirieron el 50% de CITELEC S.A, en manos de Petrobras Energía S.A., subsidiaria de la empresa brasileña Petrobras y antes perteneciente a Pérez Companc.

### Década del 2010
En diciembre de 2010 Transener S.A. y Transba S.A. adquiere UNIREN. En 2007 pasa a ser controlada por el conglomerado industrial local Pérez Companc hasta 2013, cuando Pampa Energía en adquirió el porcentaje perteneciente a la compañía brasileña de energía Petrobras. 
En 2011, Transener empezó a cotizar en la Bolsa de Buenos Aires.
Posteriormente en 2016 entraron a la sociedad National Grid de Reino Unido, relacionada a Joe Lewis. En 2018, el gobierno intentó vender acciones del Estado en la empresa transportadora de energía eléctrica Transener a una firma vinculada con el primo del entonces Presidente Mauricio Macri, por lo que la fiscalía imputó a su jefe de gabinete, Marcos Peña, y el ministro de Energía, Juan José Aranguren. Al día de hoy, no se han hecho avances relevantes en la investigación ni se ha informado una resolución judicial.
El 28 de septiembre de 2016, en el marco de la instrucción dada por el ex Ministerio de Energía y Minería de la Nación mediante Resolución MEyM N° 196/16, el ENRE, mediante Resolución ENRE N° 524/16, aprobó el programa a aplicar para la RTI del Transporte de Energía Eléctrica en el año 2016, previendo la entrada en vigencia del cuadro tarifario resultante a partir del 1 de febrero de 2017.
El 31 de enero de 2017, el ENRE emitió la Resolución N° 63/17, a través de la cual determinó los cuadros tarifarios definitivos, la revisión de costos, los niveles requeridos de calidad y demás derechos y obligaciones (incluyendo inversiones) que la compañía debió aplicar a partir del 1 de febrero de 2017.
En 2018, a través de una resolución publicada en el Boletín Oficial, el Gobierno avanzó con la venta de activos del Estado en el área energética. El Ministerio de Energía dio instrucciones concretas para materializar la venta de las acciones estatales que Enarsa tiene de CITELEC (Compañía Inversora de Transmisión Eléctrica), a través de la cual posee el 52% de Transener, la mayor empresa de transporte de energía del país. Esta venta nunca se concretó: Pampa Energía y ENARSA siguen co-controlando Transener a través de CITELEC.
El 16 de junio de 2019 se produjo un colapso de la red de transmisión eléctrica de alta tensión, sumando un total de 50 millones de usuarios sin luz durante siete horas. La provincia de Tierra del Fuego no padeció el apagón debido a que no está conectada a la red nacional de electricidad. El entonces presidente Mauricio Macri lo calificó como un "caso inédito".

### Actualidad
Después de haber logrado un aumento en sus tarifas y obtenido un millonario préstamo bancario, el Ente Nacional Regulador de la Energía (ENRE), comunicó las Resoluciones N° 68/2022 y 69/2022, mediante las cuales estableció un incremento del 25% y 23% respecto a los valores vigentes desde agosto de 2019 para Transener y Transba, respectivamente. Durante los primeros seis meses de este año, la empresa obtuvo de $1.604,4 millones, debido principalmente a un menor cargo en el impuesto a las Ganancias por el efecto del incremento de alícuota del impuesto en 2021 sobre el impuesto diferido. Transener registra un saldo de capital de $694,4 millones de un préstamo para capital de trabajo con el Banco de la Nación Argentina concertado por $1.000 millones en julio del 2021.

## Actividad principal
La actividad principal de la compañía comprende dos aspectos íntimamente relacionados: la operación y el mantenimiento del Sistema de Transporte en Alta Tensión la ejecución y control de la prestación del servicio de transporte o transmisión de energía eléctrica.

## Áreas de operaciones
Transener opera y mantiene en forma directa el 85% de la red de alta tensión y supervisa el 15% restante del territorio nacional argentino. Las más de 50 Estaciones Transformadoras forman parte del Sistema de Extra Alta Tensión. A través de las líneas que opera, transporta más del 65% de la energía eléctrica generada en el país.
Está integrada por más de 12 mil kilómetros de líneas de transmisión, en adición a otros 6 mil kilómetros de líneas que componen la red operada por la Empresa de Transporte de Energía Eléctrica por Distribución Troncal de la Provincia de Buenos Aires Sociedad Anónima (TransBA S.A.), que es controlada por Transener. Asimismo, es responsable de la operación y del mantenimiento de los sistemas de protección, comunicaciones, compensación de reactivo y sistemas de control automáticos asociados.

## Servicios

### Red de Transporte en Alta Tensión
Con presencia en veinte provincias, Transener opera 12.383 km de líneas en 500 kV y 220 kV, las cuales vinculan 50 Estaciones Transformadoras

#### Mantenimiento de líneas
El mantenimiento realizado por Transener, se realizan en forma descentralizada, con bases de mantenimiento distribuidas en diversas regiones del país. 
La planificación del mantenimiento es realizada a través de Comités de Gestión.Durante los últimos años, la compañía reemplazó los recorridos terrestres por inspecciones aéreas para detectar anomalías en las líneas y prevenir de esa forma las interrupciones.

#### Mantenimiento de estaciones transformadoras
Transener lleva a cabo el mantenimiento de estaciones transformadoras de 500, 220 y 132 kV, de sus redes propias y de redes de terceros en todo el territorio argentino, a través de una estructura orgánica centralizada para el mantenimiento pesado y descentralizada para la primera intervención en caso de una emergencia y para atenciones rutinarias.

#### Ampliaciones al sistema de transporte
La empresa ha aplicado las siguientes ampliaciones al sistema de transporte:
- Conexiones en 132, 220 y 500 kV.[43]

#### Supervisión de obras de transmisión
En tanto concesionario del sistema de Alta Tensión, la compañía supervisa todas las ampliaciones del sistema de transmisión de Argentina. [cita requerida] realiza análisis complementarios y controla la ingeniería constructiva.

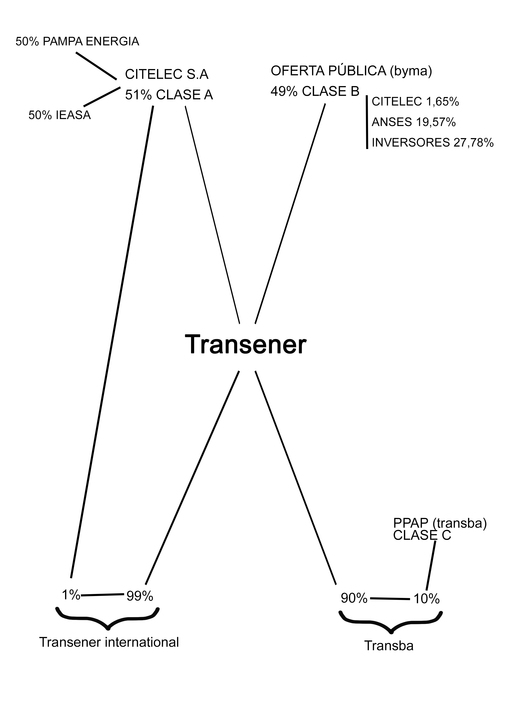
Composición accionaria de la empresa Transener

## Operación
La operación consiste en todas las acciones destinadas a las maniobras de cierre y apertura de vínculos de la red, de líneas de transmisión, transformadores de potencia y puntos de conexión, entre otros. La empresa realiza estas operaciones del sistema de forma centralizada con Sistemas de Operación en Tiempo Real, comandados desde su centro de control de Transener.

## Composición accionaria
Transener es controlada por Citelec S.A. que posee el 52,7% de sus acciones, que a su vez es co-controlada por Pampa Energía S.A. (presidida por el empresario argentino Marcelo Mindlin), y la empresa estatal ENARSA, ambos con el 50% de las acciones de Citelec. El 19,6% restante de las acciones está en manos del Anses y el resto flota libremente en el mercado (Transener cotiza en la Bolsa de Comercio de Buenos Aires).